# 圣让凯尔达涅勒
圣让凯尔达涅勒（法語：Saint-Jean-Kerdaniel，法語發音：[sɛ̃ ʒɑ̃ kɛʁdanjɛl]）是法国阿摩尔滨海省的一个市镇，位于该省中西部偏北，属于甘冈区。

## 地理
圣让凯尔达涅勒（48°33'55"N, 3°1'17"W）面积11.12 平方千米，位于法国布列塔尼大區阿摩尔滨海省，该省份为法国西北部沿海省份，位于布列塔尼半岛北部，北濒大西洋英吉利海峡，西接菲尼斯泰尔省，南至莫尔比昂省，东临伊勒-维莱讷省。
与圣让凯尔达涅勒接壤的市镇（或旧市镇、城区）包括：布兰戈洛、朗罗代克、勒梅泽尔、普卢马戈阿尔、圣阿加通、沙泰洛德朗-普卢阿加特。

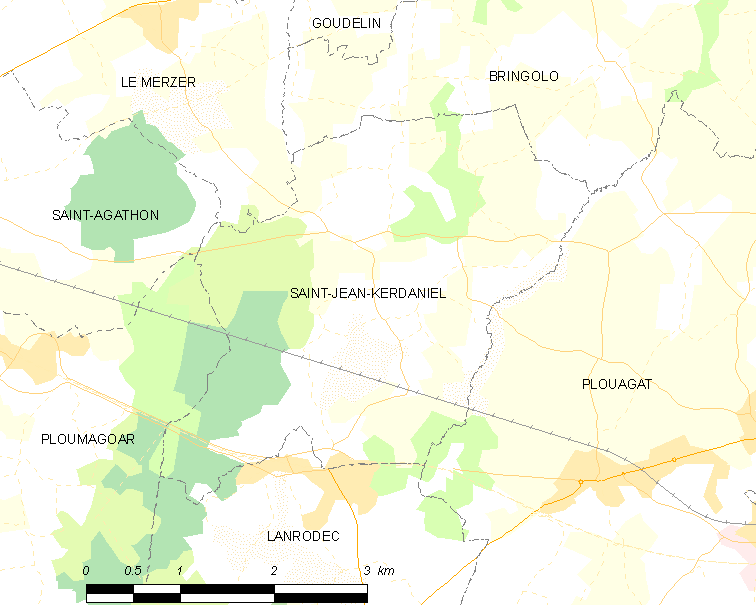
圣让凯尔达涅勒的OSM定位图

圣让凯尔达涅勒的时区为UTC+01:00、UTC+02:00（夏令时）。

## 行政
圣让凯尔达涅勒的邮政编码为22170，INSEE市镇编码为22304。

## 政治
圣让凯尔达涅勒所属的省级选区为普莱洛县。

## 人口

1962-2008年间圣让凯尔达涅勒人口变化图示

圣让凯尔达涅勒于2022年1月1日时的人口数量为691人。